# Perissocytheridea brachyforma
Perissocytheridea brachyforma är en kräftdjursart som beskrevs av Joseph Swain 1955. Perissocytheridea brachyforma ingår i släktet Perissocytheridea och familjen Cytheridae. Inga underarter finns listade i Catalogue of Life.